# 스콧 와일랜드
스콧 와일랜드(Scott Weiland, 1967년 10월 27일 ~ 2015년 12월 3일)는 미국의 가수이다.